# Manfred Weber
Manfred Weber (født 14. juli 1972 i Niederhatzkofen i Rottenburg an der Laaber i Niederbayern) er en tysk ingeniør og politiker (CSU). Han blev i 2004 valgt som medlem af Europa-Parlamentet, og i 2014 valgt som leder af Det Europæiske Folkepartiets gruppe. Han var forud for valget til Europaparlamentet i 2019 Det Europæiske Folkepartis kandidat som Europa-Kommissionsformand.
Weber var fra 2002 til 2004 medlem af Bayerns landdag og fra 2003 til 2007 leder af Junge Union Bayern. Han var fra 2008 til 2014 leder af CSU i Niederbayern. Fra 2009 ledede han 2014-programkomiteen (Grundsatzkommission) i CSU. I 2015 blev han valgt som stedfortrædende partileder i CSU.